# 秋葉區
秋葉區（日语：／ Akiha ku */?）為2007年4月1日新潟縣新潟市成為政令指定都市后設立的行政区。範圍包括了旧新津市、旧小須戶町。区公所位于舊新津支所。面積95.19平方公里，人口77,063人。

## 外部連結
- 新潟市
- 新潟市　秋葉區